# Гузін Петро Адамович
Петро Адамович Гузін (1900, Ханжонкове — Ханжонкове) — передовик радянського сільського господарства, голова колгоспу «Гігант» Тульського району Адигейської автономної області (нині — Республіки Адигея). Герой Соціалістичної Праці (06.05.1948).

## Біографія
Народився в 1900 році в місті Ханжонкове Донецької області. Вісімнадцятирічним вступив до Червоної армії, брав участь у розгромі білокозаків на Донбасі, басмачів у Середній Азії.
Напередодні колективізації партія посилає Донецького робітника, на Кубань. Перебуваючи на керівній партійній та господарській роботі, двадцятип'ятитисячник Гузін бере активну участь у боротьбі з так званним "куркульством", в організації та зміцненні колгоспів у Майкопському та Тульському районах.
До війни П.А. Гузін був директором Майкопського овочемолочного радгоспу, заступником директора Майкопської дослідної станції Всесоюзного інституту рослинництва, а в 1940 році обраний головою абадзехського колгоспу «Гігант».
З початком війни, будучи головою колгоспу, працював над забезпеченням фронту продуктами харчування.
9 серпня 1942 року фашисти окупували Майкоп і Тульський район. П.А. Гузін йде в партизанський загін «За Батьківщину № 1».
За заслуги в організації партизанського руху і в боротьбі з фашистськими загарбниками П.А. Гузін нагороджений медаллю "Партизану Вітчизняної війни" I ступеня.
Після звільнення району від фашистів Петро Адамович знову очолює колгосп "Гігант" і докладає всі свої сили, енергію, щоб відновити і підняти зруйноване господарство. По врожайності полів і продуктивності ферм Абадзехський колгосп «Гігант» був завжди попереду в Тульському районі.
Рекордний урожай зібрали трудівники колгоспу в післявоєнному 1947 році. 58-гектарна ділянка дала по 31,81 центнера озимої пшениці з гектара. Високий урожай отриманий і на інших ділянках.
Указ Президії Верховної Ради СРСР від 6 травня 1948 року голові колгоспу П. А. Гузіну і ланковій А.І. Зуєвій (Улітіній) присвоєно звання Героя Соціалістичної Праці з врученням ордена Леніна і золотої медалі «Серп І Молот».
Працював директором лісозаготівельної дільниці Ростовський паливного відділу міськвиконкому (ГОРТОПа), головою Абадзехської сільської ради. Неодноразово обирався членом Тульського (пізніше Майкопського) райкому партії і депутатом районної ради народних депутатів.
У 1953 році переїхав до міста Донецьк, працював заступником начальника будуправління № 7 тресту «Донецькжитлобуд».
У 1967 році нагороджений орденом Червоного Прапора на честь 50-річчя Великої Жовтневої Революції (28.10.1967).
Персональний пенсіонер союзного значення, жив і помер у місті Ханжонкове Донецької області.

## Пам'ять

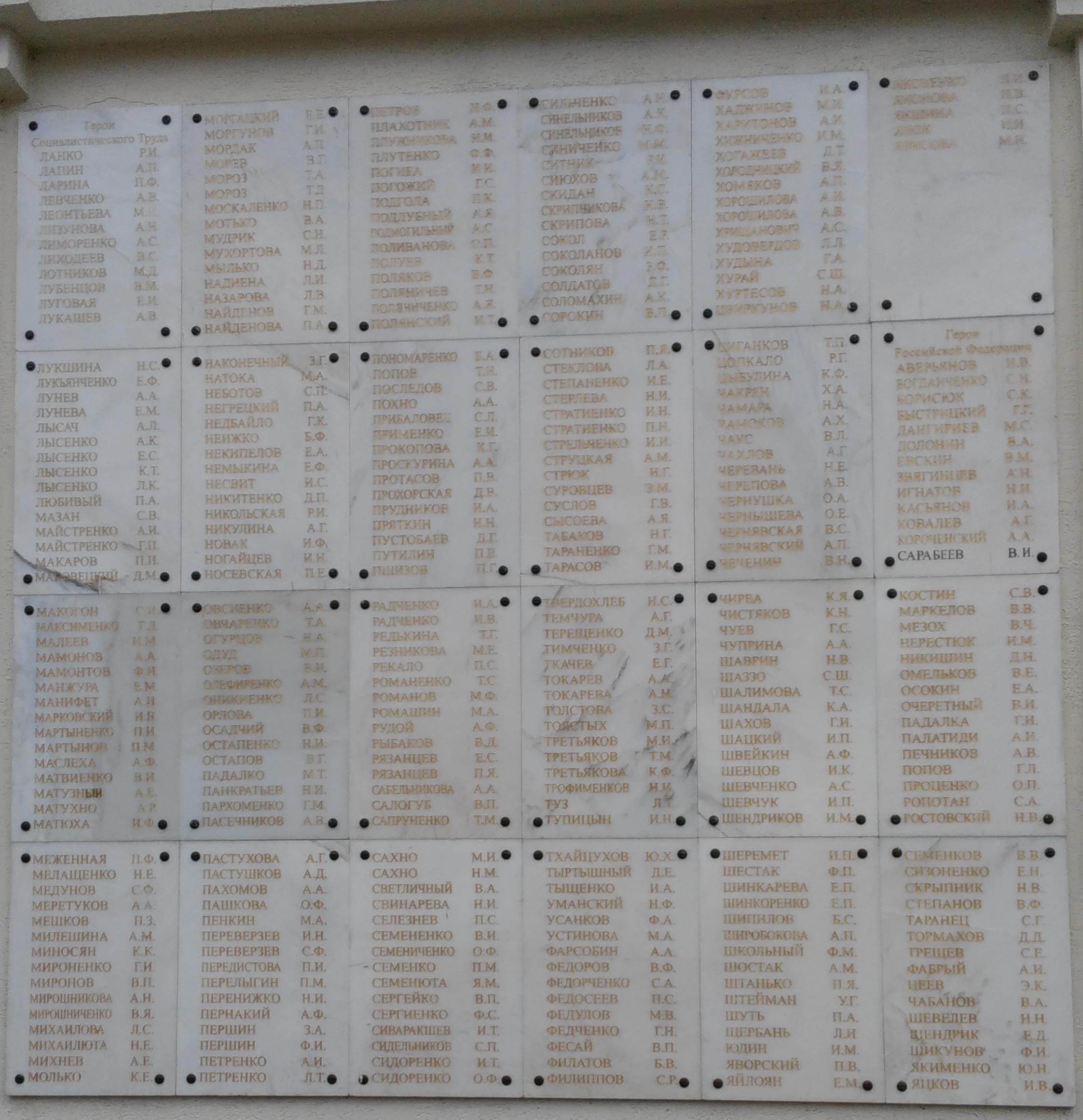
Меморіальна дошка з іменами Героїв Соціалістичної Праці Кубані та Адигеї. Краснодар 2017

- На могилі встановлено надгробний пам'ятник.
- Ім'я Героя золотими літерами вписано на меморіальній дошці в Краснодарі.